# 2-Ethyl-3-hydroxyhexanal
2-Ethyl-3-hydroxyhexanal (auch Butyraldol) ist eine chemische Verbindung aus der Stoffgruppe der Aldole.

## Gewinnung, Darstellung und Verwendung
2-Ethyl-3-hydroxyhexanal wird industriell aus Propen synthetisiert. Hierbei wird das Propen in einem ersten Schritt mit einem Gemisch aus Kohlenstoffmonoxid und Wasserstoff, in einem Prozess, den man Hydroformylierung nennt, umgesetzt. Hierbei entstehen zunächst n-Butanal und iso-Butanal.
Das 2-Ethyl-3-hydroxyhexanal entsteht in einem weiteren Schritt durch die Aldoladdition zweier n-Butanal-Moleküle in alkalischer Lösung.
2-Ethyl-3-hydroxyhexanal ist ein Zwischenprodukt der industriellen Synthesechemie. Durch Dehydratisieren und anschließender Hydrierung kann man 2-Ethylhexanol herstellen.